# Sơn Vương
Sơn Vương (1908-1987) tên thật Trương Văn Thoại, tự là Vạn Năng, là nhà văn, tướng cướp, Chủ tịch Ủy ban hành chính Côn Đảo, "Quốc vương" tự phong của "Quốc gia Trung lập Nhân dân Quần đảo An Ninh" (Etat neutre des Insulaires de L'Archipel d'An Ninh), ở tù 34 năm trong đó có 32 năm khổ sai, được cho là người thụ án lâu nhất Việt Nam.

## Thiếu thời
Trương Văn Thoại sinh năm 1909, tại làng Bình Nghị, tỉnh Gò Công (nay thuộc xã Bình Nghị, huyện Gò Công Đông, tỉnh Tiền Giang), là con trai thứ năm của Trương Đình Cung Anh, một điền chủ có học, lại thêm nghề bốc thuốc chữa bệnh, và có lòng hào hiệp, thường hay giúp đỡ giới nghèo cùng đinh. Khi vừa học hết chương trình Cours Supérieur (lớp Nhất tiểu học, khoảng lớp 5 hiện nay) thì Trương Văn Thoại chuyển sang luyện võ và học chữ Hán.
Năm 1925, Trương Văn Thoại bỏ làng, theo một lão sư mai danh ẩn tích học võ và học đạo tại các ngọn núi Thị Vải, núi ông Trịnh, núi Mây Tào vùng Long Hải, Bà Rịa. Nơi ông ẩn cư tu luyện trên núi Thị Vãi là ngôi chùa cổ Linh Sơn Bửu Thiền Cổ Tự thuộc xã Phú Mỹ, huyện Tân Thành, tỉnh Bà Rịa - Vũng Tàu.

## Nhà báo, nhà văn
Năm 1926, sư phụ viên tịch, Trương Văn Thoại trở về Sài Gòn. Ông đi thẳng đến tòa soạn tờ Đông Pháp Thời báo xin làm việc miễn lương. Năm 1925, luật sư Phan Văn Trường phối hợp với Nguyễn An Ninh cho tái lập tờ báo Tiếng Chuông Rè, Trương Văn Thoại đến xin làm cộng sự.
Nhà báo Ngọa Long kể: Trương Văn Thoại đến Văn phòng Đông Pháp thời báo và tình nguyện ở lại làm việc, bất cứ việc gì dù có lương hay không, miễn là được tham gia với Đông Pháp Thời báo để "thức tỉnh đồng bào" (). Sau đó, Trương Văn Thoại gặp Nguyễn An Ninh, chủ bút tờ La Cloche Fêlée (Tiếng chuông rè) kiêm thủ lĩnh đảng Thanh niên cao vọng, người mà ông cảm phục từ lâu. Trương Văn Thoại trở thành một cộng sự đắc lực của Nguyễn An Ninh và tờ La Cloche Fêlée. Thời kỳ này Trương Văn Thoại bắt đầu sử dụng bút danh Sơn Vương (chữ Sơn 山 và chữ Vương 王 được chiết tự từ chữ Thoại/Thụy 瑞). Các bài báo của ông mang đầy màu sắc bình dân và nỗi cảm thông sâu sắc tầng lớp nghèo khó.
Buổi chiều ngày 21/3/1926, Trương Văn Thoại phụ giúp ông Trương Văn Kỉnh tổ chức quy tựu quần chúng để Nguyễn An Ninh diễn thuyết bài xích thực dân Pháp. Ba ngày sau, ông Nguyễn An Ninh, Trương Văn Thoại, Trương Văn Kỉnh và hàng trăm người khác bị mật thám bắt nguội đưa về giam ở bót Catinat Sài Gòn.
Bằng uy tín của mình, luật sư Phan Văn Trường đã viết một bài tố cáo bót Catinat giam giữ người dân vô cớ, trái luật. Bài tố cáo vừa đăng trên báo Tiếng Chuông Rè vừa được gửi thẳng đến tay Thống đốc Nam Kỳ là Cognacq. Trước lý luận sắc bén của bài báo tố cáo, Thống đốc Nam Kỳ Cognacq đành ra lệnh cho Bazin (Chánh thanh tra mật thám Đông Dương) thả hết những người bị giam giữ.
Thoát tù, Trương Văn Thoại tiếp tục tìm nơi ẩn cư. Bộc bạch trong hồi ký, thời gian này ông vào núi tu luyện thêm võ công.
Năm 1931, Trương Văn Thoại về Sài Gòn và bắt đầu viết một loạt tiểu thuyết xã hội với bút danh Sơn Vương.
Trong những năm 1932-1933, Sơn Vương rất nổi danh nhờ những tiểu thuyết đăng tải trên báo.
Theo Sơn Vương tự bạch trong hồi ký Máu hoà nước mắt thì khi viết văn, làm sách, ông luôn nhắm vào năm mục tiêu sau:
1. Cốt truyện lấy đề tài thường xảy ra trong tầng lớp bình dân.
2. Giải trí và giáo dục, răn đời, làm ác gặp ác, làm lành gặp lành.
3. Đả phá chính sách thực dân, gợi lòng yêu nước.
4. Tả chân bình dị, bênh vực kẻ cô thế, bài xích quan liêu, phong kiến.
5. Đất nước Việt Nam là của người Việt Nam.

Ngoài ra ông ông còn viết tiểu thuyết võ hiệp kỳ tình, nhưng những tướng cướp nghĩa hiệp cướp của nhà giàu chia cho người nghèo không cưỡi ngựa đánh gươm mà là những công tử hào hoa lái xe hơi như bay, bắn súng lục bằng cả hai tay....
Giữa năm 1933, đám lính cò không cho giới hàng rong bám vỉa hè đường De La Some (đường Hàm Nghi bây giờ), Sơn Vương dời địa điểm bán sách sang lề đường Charner (Nguyễn Huệ). Tại đó, ông gặp gỡ với một thanh niên lang bạt tên là Nguyễn Phương Thảo, sau này trở thành Trung tướng độc nhãn Nguyễn Bình - Tư lệnh các lực lượng quân sự Nam Bộ những năm đầu cuộc kháng chiến chống thực dân Pháp (1945-1954). Từ cuộc hội ngộ kết tâm giao này, Sơn Vương đã quyết định đánh cướp để giúp bạn có tiền mở tiệm giặt ủi, đồng thời cứu trợ người nghèo.

## Tướng cướp
Trong hồ sơ án tích của Pháp ghi năm 1933, Sơn Vương bị bắt lần đầu sau khi thực hiện vụ cướp nhắm vào chuyến áp tải tiền lương từ ngân hàng về sở do René Gaillard - vệ sĩ của viên chủ sở cao su ở Gò Vấp. Thật ra, ông cướp tổng cộng 5 vụ lớn nhưng 4 vụ kia nạn nhân không muốn báo cò Pháp. Chỉ riêng vụ dùng súng giả đánh cướp tiền của René Gaillard áp tải, Sở Mật thám Nam Kỳ mới truy cứu do René Gaillard quyết tâm gỡ nhục.

### Vụ cướp chấn động Sở mật thám Đông Dương[4]
Có nguồn cho rằng, René Gaillard là chủ đồn điền sở cao su Mimot ở Campuchia - giáp với tỉnh Tây Ninh - đồng thời là Quản trị viên công ty Caffort đường Catinat (Sài Gòn). Điều này khó chính xác vì vào thời đó, hiếm khi đích thân chủ đồn điền đi ngân hàng nhận tiền mà thường giao cho gạc-đờ-co (garde du corps: vệ sĩ riêng). Vả lại, nếu René Gaillard mở sở cao su ở Mimot thì đi ngân hàng Phnôm Pênh nhận tiền gần hơn Sài Gòn.
Khi đến kỳ lương cuối tuần, điền chủ cao su thường giao séc cho gạc-đờ-co đi cùng công táp (comptable: kế toán) và sốp-phơ (chauffeur: tài xế) thành bộ ba đến Ngân hàng Đông Dương nhận tiền mặt đem về sở phát cho phu. Giai đoạn đó, khu vực ngoại thành Sài Gòn đều là vùng ngoài tầm kiểm soát đối với chính quyền Pháp. Những đoạn nối từ Ngân hàng Đông Dương (nằm ở cuối đường Charner, nay là đường Nguyễn Huệ) đến các đồn điền cao su ngoại thành là đường đất đỏ nhỏ hẹp, đi xuyên qua những vườn cao su rộng mênh mông, vắng vẻ. Vì vậy, hiếm khi các điền chủ cao su dám đi trên những chuyến xe chở đầy ắp tiền.
Trước khi thực hiện phi vụ đánh cướp táo tợn này, Sơn Vương đã bỏ ra mấy tháng trời ngồi lê vỉa hè gần Ngân hàng Đông Dương để bán tiểu thuyết do chính ông sáng tác. Vừa bán sách, Sơn Vương vừa chú ý quan sát và ghi nhớ đặc điểm từng người ra vào. Ông thuộc nằm lòng giờ giấc, quy luật chiếc xe Peugeot chở tiền do Ren Gaillard áp tải.
Sau khi vạch kỹ kế hoạch hành động, Sơn Vương cùng một người bạn tên Năm Đường là tài xế cho một viên công chức Pháp. Năm Đường khoe với Sơn Vương chuyện ông chủ mới tậu chiếc xe hơi hạng sang đắt tiền Clément Bayard. Vì đắt tiền nên tại Sài Gòn chỉ có 5 chiếc. Năm Đường còn khoe ông chủ vừa cùng gia đình về Pháp nghỉ hè, giao hẳn xe cho anh ta chăm sóc. Sơn Vương rủ Năm Đường dùng chiếc xe đi "hát" (tiếng lóng: cướp).
Một ngày cuối tuần đầu tháng 7-1933, Năm Đường ngồi sau vô lăng, Sơn Vương ngồi ghế phụ, Nguyễn Phương Thảo (sau này là Trung tướng Nguyễn Bình) ngồi ghế sau trên chiếc Clément Bayard đã thay biển số giả, đậu sẵn ven đường cách Ngân hàng Đông Dương vài trăm mét. Khi còn cách chiếc cầu sắt nối Sài Gòn với Hóc Môn vài cây số, chiếc Clément Bayard tăng tốc vượt qua chiếc Peugeot rồi chạy rề rà. Khi chạy đến giữa chiếc cầu sắt, chiếc Clément Bayard vờ chết máy nằm choán giữa cầu. Năm Đường, Nguyễn Phương Thảo và Sơn Vương cùng xuống xe mở nắp capo vờ sửa chữa.René Gillard xuống xe tiến đến cạnh chiếc Peugeot thì bị Sơn Vương dùng súng khống chế René Gillard, Nguyễn Phương Thảo lục soát tước vũ khí rồi cùng Năm Đường chuyển tiền từ chiếc Peugeot sang chiếc Clément Bayard, đồng thời lấy luôn chìa khóa công tắc chiếc Peugeot. Số tiền cướp được 50.000 đồng Đông Dương được chia đều làm ba.
Nguyễn Phương Thảo dùng số tiền đó mua một căn nhà phố tương đối rộng rãi ở khu Đa Kao mở tiệm giặt ủi lấy biển hiệu là Thảo Sơn (tên ghép của Nguyễn Phương Thảo và Sơn Vương).
Sơn Vương gởi một ít tiền về quê cho các em, phần còn lại ông cùng Nguyễn Phương Thảo mua nhu yếu phẩm, gạo mang đi miền Trung phân phát từ thiện rất nhiều chuyến cho đồng bào bị bão lũ. Thấy Sơn Vương mua nhiều gạo đi làm từ thiện, ông Nguyễn Thanh Liêm - chủ nhà máy xay xát gạo ở Khánh Hội (Sài Gòn), cổ đông lớn của một ngân hàng ở đường Pellerin (nay là đường Pasteur) - cũng tham gia 300 bao gạo, tương đương 15.000, đồng thời cho mượn xe, tàu tải hàng.

### Vụ cướp tiền của giang hồ Sáu Ngọ[2]
Tại Chợ Lớn những năm đó, có 2 ông vua đầu tư sòng bạc lớn, đó là Tư Nhiều và Sáu Ngọ. Sáu Ngọ có tên Tây là Paul Daron. Sáu Ngọ là chồng của nghệ sĩ sân khấu cải lương tài danh Bảy Nam. Ông là người bỏ tiền cho nghệ sĩ Bảy Nam lập gánh cải lương Nam Hưng Ban. Hằng ngày, Sáu Ngọ thường sai gạc-đờ-co của mình là Sáu Maniven đi cùng tài xế đến từng sòng thu tiền.
Sau khi điều nghiên, Sơn Vương nhận thấy hằng ngày cứ đến tầm 19 giờ là Sáu Maniven cùng tài xế lái xe hơi đến sòng ở vườn Bureau thu tiền rồi tiếp tục chạy về hướng Thị Nghè. Ông quyết định hành động một mình. "Canh me" lúc Sáu Maniven vừa rời xe hơi bước vào sòng, ông leo lên ghế sau xe chĩa súng vào đầu tài xế khống chế. Sáu Maniven ôm bao tiền trở ra, mở cửa xe, ông tiếp tục chĩa súng vào đầu. Sáu Ngọ bị cướp tiền thu sòng bài rất đau nhưng không dám tố cáo với cò Pháp. Sáu Ngọ lệnh cho Maniven: "Đi tìm hung thủ, gặp đâu giết đó". Maniven chưa tìm ra hung thủ là ai thì Sơn Vương bị bắt bởi vụ cướp xe chuyển tiền lương của Sở cao su.  

### Bị bắt
Trong vụ cướp xe chuyển tiền lương của Sở cao su, Sơn Vương bị hở sườn một chi tiết không đáng có. Đó là ông đã sử dụng chiếc xe hơi đắt tiền Clément Bayard của Năm Đường mượn. Vì là xe hơi đắt tiền nên khắp Sài Gòn chỉ có 5 chiếc. Sau khi sàng lọc, cò Bazin nhận thấy ngày xảy ra vụ cướp, chủ nhân của 4 chiếc kia đều có chứng cứ ngoại phạm. Chỉ có chiếc của tên công chức Pháp mà Năm Đường làm tài xế có nhiều dấu hiệu nghi vấn. Không chần chờ, Bazin cho lính đi lùng bắt Năm Đường. Năm Đường mới gặp Nguyễn Phương Thảo lần đầu hôm đi cướp nên không khai, chỉ khai rằng mình chỉ là kẻ được Sơn Vương thuê lái xe, hoàn toàn không biết trước kế hoạch cướp. Vì mối quan hệ thân tình, Bazin ưu tiên cho René Gaillard khởi cung Sơn Vương. Trong buổi cung đầu tiên, uy dũng của Sơn Vương đã khiến tay giang hồ thứ thiệt như René Gaillard cảm phục. Để tỏ lòng mã thượng, René Gaillard quyết định… bãi nại cho Sơn Vương. Bazin chỉ truy cứu một mình Sơn Vương ra tòa đại hình. Trong những ngày tạm giam hầu tra tại Maison Centrale de Saigon (Khám Lớn Sài Gòn) ở số 69, đường La Grandière (nay là Thư viện Tổng hợp TPHCM) René Gillard lại là người duy nhất đi thăm nuôi Sơn Vương. Phiên tòa đại hình cũng diễn ra chóng vánh khiến cánh nhà báo thất vọng tràn trề. Bị hại là Franchini không đến dự. Không có luật sư bào chữa cho bị cáo lẫn bị hại. Suốt 30 phút diễn ra phiên tòa, hầu như các quan tòa chỉ làm thủ tục. Sơn Vương chỉ phải trả lời 3 câu thẩm vấn của chủ tọa. 3 câu hỏi cũng chỉ lặp lại nội dung bản khẩu cung. Khi chánh án cho phép tự biện hộ, Sơn Vương nói gọn: "Có vay, có trả. Tòa cứ tuyên, bao nhiêu năm tù, xin chung đủ". Không còn gì để hỏi, chánh án tuyên luôn án 10 năm tù biệt xứ.

## Cuộc đời tù đày

### Đi đày ở Côn Đảo
Trước khi bị đày đến Côn Đảo, Sơn Vương ở nhà tù Maison Centrale de Saigon (là nhà tù lớn nhất miền Nam, giam giữ tù nhân đại hình (trọng án) và tù nhân chính trị). Trong thời gian hầu tra, ngày đầu tiên bị chuyển từ bót Catinat sang Maison Centrale de Saigon, Sơn Vương đã bị cặp rằn (tức caporal (người quản lý). Giang hồ thời nay gọi là "đại bàng" hoặc "đầu gấu") Ba Nhỏ - côn đồ chợ Cầu Muối - túm cổ đánh dằn mặt. Ba Nhỏ không ngờ Sơn Vương xoay người nhanh như chớp khiến gã mất đà té dúi vào chân tường.
Tại nhà giam Maison Centrale de Saigon, cặp rằn Ba Nhỏ được chủ ngục hậu thuẫn đã hà hiếp nhiều bạn tù cô thế. Không ai dám đối mặt với y chỉ có Sơn Vương thu phục được y. Không còn nạn cặp rằn ăn hiếp tù nhân, cả phòng giam vỗ tay tung hô Sơn Vương là "đề lao hiệp khách".
Năm 1933,  Sơn Vương bị chuyển ra đảo tù Côn Sơn (nay là Côn Đảo). Đến Côn Đảo, Sơn Vương được những người tù thường phạm nể phục vì ông có học, giỏi tiếng Pháp. Cuối năm 1933, trong một cuộc thi viết chữ đẹp toàn đảo, Sơn Vương đoạt giải nhất nên được giám thị Nguyễn Văn Liễn (Vệ Liễn) rút về làm thư ký giúp việc tại Ty Ngân khố của tỉnh đảo Côn Lôn (Côn Sơn) và dạy học cho bé Nguyễn Thị Kim Hoa (9 tuổi), con gái Vệ Liễn. Dù vẫn ở tù nhưng Sơn Vương trở thành tù hành chính. Ban ngày đến Sở Ngân khố làm thư ký, ban đêm trở về buồng giam.

#### Về tên gọi cầu Ma Thiên Lãnh ở Côn Đảo
Năm 1933, Sơn Vương ra đảo vào thời điểm Pháp đang xây dựng con đường nối liền các sở cũ đến sở Ông Câu để kiểm soát tù vượt ngục (Thời gian xây dựng từ 1930 đến 1945). Khi mở đường, bọn cai ngục bắt tù nhân đập đá xây một chiếc cầu bắc ngang đèo Ông Đụng. Việc xây dựng cầu này đã khiến hơn 356 tù nhân chết vì lao lực và tai nạn. Sơn Vương đã phỏng theo truyện kiếm hiệp "Tiết Nhơn Quí chinh đông" gọi cây cầu này là Ma Thiên Lãnh. Cái tên này được sử dụng cho đến ngày nay.

### Chịu án ở Hà Tiên[6]
Năm 1936, phong trào Mặt trận Bình dân của Léon Blum lên nắm chính quyền tại Pháp đã tiến hành hàng loạt chính sách cải cách dân chủ ở chính quốc lẫn các vùng đất thuộc địa. Léon Blum quyết định ân xá giải phóng đồng loạt hệ thống nhà tù. Tù nhân chính trị được tha bổng, tù nhân xã hội ở các đảo tù được đưa vào đất liền.

### Chịu án ở Phú Quốc
Tháng 2/1937, tại nhà ngục Hà Tiên, Sơn Vương đã đứng ra hô hào bạn tù tổ chức một cuộc bạo loạn đào thoát. Cuộc bạo loạn nhanh chóng bị đàn áp bởi lực lượng cảnh sát Pháp do đích thân chủ tỉnh Hà Tiên chỉ huy. Sơn Vương bị xếp vào loại cầm đầu nên bị đày ra nhà tù mới trên đảo Phú Quốc. Từ nhà tù Phú Quốc, ông viết nhiều bản tường trình gởi về đất liền bằng đường dây bí mật để tố cáo nguyên do xảy ra cuộc bạo loạn. Bản tường trình này cho biết, một số tù nhân thường phạm không lãnh án khổ sai nhưng bị bọn cai ngục đưa ra hòn đảo nhỏ Kiên Lương đập đá xây dựng khu nghỉ dưỡng, những người tù này thường xuyên bị tên chủ ngục người Pháp hành hạ, đánh đập rất tàn ác. Trong tù Sơn Vương tổ chức đập phá khám và la ó để phản đối vụ một giám đốc người Pháp tra khảo anh bồi (nhân viên tạp dịch) Việt Nam đến chết vì nghi ăn cắp 200 đồng. Những bản tường trình của Sơn Vương từ nhà tù Phú Quốc gửi về đất liền đã đến tay các tờ báo ở Sài Gòn. Thống đốc Nam Kỳ lúc đó là một thành viên của Mặt trận Bình dân Pháp đã cử người về nhà tù Hà Tiên và Phú Quốc điều tra và sau đó tên chủ ngục bị trục xuất về Pháp. Nhờ đó, vào tháng 2/1938, Sơn Vương cùng một số tù nhân khác được tha bổng.

### Đụng độ cọp lửa từ bi
Ra tù, Sơn Vương trở lại vỉa hè chợ Bến Thành viết báo, bán sách kiếm cơm qua ngày. Trong một dịp vào rạp hát, ông đụng độ với Turbi -  phó cai đội của bót mật thám Polo, một tên côn đồ lưu manh khoác áo mật thám Pháp, nhưng giang hồ Sài Gòn đặt hỗn danh là Cọp Lửa Từ Bi. Dù chỉ va chạm nhỏ, Turbi vẫn gán cho Sơn Vương tội cướp bằng một bản cung giả.
Ngày 18/09/1939, Sơn Vương lại tái ngộ với phiên tòa đại hình vì đã từng có án tích trọng phạm. Ông bị tuyên 10 năm cấm cố. Sơn Vương bị tống vào nhà tù trọng án hình sự Đông Dương ở Pursat, Campuchia. Tại đây, ông lén xin được 1 lưỡi cưa sắt của đám tù khai thác gỗ. Một đêm tháng 2/1940, ông cưa song sắt cửa sổ, đào thoát ra rừng thành công. Trốn khỏi nhà tù Pursat, Sơn Vương theo cánh thợ rừng Khmer đi lần về Phnôm Pênh. Khi ông chuẩn bị lên một chiếc tàu hàng sắp xuất bến từ Phnôm Pênh về Châu Đốc thì bị cảnh sát Pháp phát hiện. Ông bị cảnh sát Pháp áp tải từ Phnôm Pênh đi thẳng về bến Bình Đông, Sài Gòn.
Lần này ông bị kết án vượt ngục. Từ án 10 năm cấm cố, ông đội thêm án khổ sai biệt xứ.

### Chủ tịch Ủy ban hành chính Côn Đảo
Đầu năm 1942, Sơn Vương bị đày ra Côn Đảo lần thứ hai. Ra đảo lần này, Sơn Vương bị đẩy vào hầm xay lúa banh 1 - nơi dành cho tù khổ sai.
Ngày 6/2/1945, Nhật đổ bộ lên Côn Đảo.
Ngày 9/3/1945 quân Nhật bắt giữ Tyssery, Giám đốc Nhà tù Côn Đảo. Sau đó tiến hành "lễ trao trả độc lập", biến quần đảo Côn Lôn (tiếng Pháp: Poulo Condore) thành cái gọi là "Quốc gia tự do Nông dân huynh đệ quần đảo Côn Sơn (Etat libre agricole et fraternel d'Archipel de Poulo Condore) và trao quyền chúa đảo cho Lê Văn Trà - nguyên thư ký của Tyssery. Lê Văn Trà ra tờ báo "Tiếng nói tự do" và giao cho Sơn Vương làm chủ bút. Sơn Vương chưa kịp xuất bản số báo đầu tiên thì quân Nhật đã đầu hàng quân Đồng minh.
Khi Cách mạng Tháng 8 thành công, Lê Văn Trà nộp con dấu của nhà tù cho chính quyền cách mạng (Việt Minh).
Ngày 11/12/1945, dưới sự chứng kiến của phái đoàn Ủy ban hành chính Nam Bộ, một cuộc bầu cử dân chủ trên đảo được tiến hành. Sơn Vương Trương Văn Thoại trở thành Chủ tịch Ủy ban hành chính Côn Đảo.
Trong hồi ký Máu hòa nước mắt, Sơn Vương viết: "vì không thể từ chối được với phái đoàn Việt Minh, và cũng vì không có quyền trốn tránh nhiệm vụ công dân trong lúc nước nhà hữu sự, buộc lòng tôi phải đảm nhiệm mối nợ Côn Đảo tạm một thời gian, để rồi tìm cách thối thoát chớ không phải tự tôi cướp lấy chính quyền hay tham quyền cố vị như người ta đã tưởng".
Ở cương vị này Sơn Vương tỏ ra là một vị chủ tịch năng nổ và có khả năng lãnh đạo, kịp thời và chính xác khi xác định những việc cần làm cấp bách, giao đúng người đúng việc, góp phần ổn định cuộc sống và giữ gìn an ninh trật tự trên đảo. Ông tổ chức lại sản xuất, đề ra một số biện pháp khuyến khích lao động như chia một phần thành quả cho người làm ra sản phẩm, cải thiện tình hình vệ sinh. Sơn Vương cũng cho cải táng hài cốt của nhà cách mạng Nguyễn An Ninh (khi mất vào ngày 14/8/1943, cũng như các tù nhân khác, thi hài Nguyễn An Ninh chỉ được cho vào cái bao bàng). Giai đoạn này, uy tín của Sơn Vương khá cao.

### Xưng vương
Ngay sau khi khi phái đoàn Ủy ban Hành chánh Nam bộ trở về đất liền, bản chất giang hồ lãng tử, tự tôn anh hùng cá nhân đã xô đẩy ông đi vào con đường khác. Trong cơn cuồng vĩ, ông tuyên bố quần đảo Côn Lôn chính thức trở thành "Quốc gia Trung lập Dân chúng quần đảo An Ninh" (Etat neutre des Insulaires de L'Archipel d'An Ninh) và tự xưng là Quốc vương của "quốc gia" này. Tất cả tù chính trị đã theo phái đoàn Cách mạng về đất liền, trên đảo chỉ còn những người tù hình sự được trả tự do nên ông thỏa sức làm "vua".
Sau đó, Sơn Vương lập mưu ép Nguyễn Thị Hoa (cô học trò nhỏ ngày nào) làm vợ. Ngày 28/02/1946, đám cưới của Sơn Vương - Lệ Hoa được tổ chức linh đình, mọi người tha hồ ăn uống và nhảy múa.

### Tiếp tục cuộc đời tù đày
Chỉ làm "vua" được một tháng, ngày 25/3/1946, Nhật đầu hàng quân Đồng minh, Pháp trở lại Đông Dương. Biết thân phận, ông chủ động mời những người đã từng làm việc cho Pháp trên đảo ra để giao lại chính quyền.
Ngày 8/4/1946, Pháp tái chiếm Côn Đảo, Sơn Vương và toàn bộ tù thường phạm còn lại (gồm 400 người) lại bị tống giam. Phần Sơn Vương bị tố cáo là "thành phần ác ôn" bị đem ra dựa cột để xử bắn. Vệ Liễn tiếp tục trở lại phận sự cũ đã cùng với Lệ Hoa xin tội cho Sơn Vương. Nhờ vậy, Sơn Vương được ân xá nhưng phải chấp nhận trả án giam. Trong thời gian này, ông đã trừ khử một tên cặp rằn gian ác - Nguyễn Thành Út

#### Trừ khử tên cặp rằn Nguyễn Thành Út
Nguyễn Thành Út vốn là một cai đội mã tà ở khu vực làng chơi Đa Kao, Sài Gòn. Trong một lần đụng độ với Lan Cà Tom (Lan Cà Tom mới 21 tuổi mang 2 dòng máu Ấn, Khmer, không rõ nguyên quán. Cô ta đến khu phố "đèn lồng" Đa Kao thuê mặt phố để làm nơi hành nghề chứa gái). Út vô ý nổ súng trúng một người đàn ông hiếu kỳ đứng xem. Thế là Út nhận án đày biệt xứ ra Côn Đảo. Vì có gốc mã tà nên Út được xếp làm cặp rằn trong đề lao Côn Đảo. Khi Sơn Vương ra đảo, chức cặp rằn bị Sơn Vương chiếm đoạt, Út nuôi lòng thù hận nhưng không dám thể hiện.
Pháp trở lại đảo, Út chớp cơ hội trả thù để lấy lại chức cặp rằn.
Gã tố cáo với chúa đảo Gimbert và tên cò Pellier một loạt tội danh của Sơn Vương khi làm "vua" gồm: Đầu mưu lập đảng làm loạn trên đảo, hoang phí công quỹ, dùng quyền lực cưỡng hôn Lệ Hoa (con gái Vệ Liễn), giết dã man ông già Quít - một bạn tù lớn tuổi để cướp đoạt bản đồ kho báu Vua Gia Long. Theo lời Út, vào năm 1783, khi Vua Gia Long bôn tẩu lánh nạn Tây Sơn ở Côn Sơn đã chôn giấu một kho báu. Chúa đảo Gimbert ra lệnh cho Pellier đẩy Sơn Vương vào phòng tra khảo bản đồ kho báu. Cuối cùng, không khảo được bản đồ, Gimbert đưa Sơn Vương vào đất liền để hầu tòa. Năm 1947, Sơn Vương bị đưa về Sài Gòn, ra tòa, với hai tội danh là cưỡng hôn Lệ Hoa và chủ mưu giết ông già Quýt - người tố cáo Sơn Vương dùng quyền ép hôn Lệ Hoa và lãng phí công quỹ... (trong hồi ký ông nói mình bị vu cáo), Sơn Vương bị kêu án tù chung thân khổ sai và bị đưa ra lại Côn Đảo để thi hành án. Cộng với án cũ, lần ra tòa này Sơn Vương nhận 15 năm tù khổ sai biệt xứ. Ông trở lại Côn Đảo với thẻ tù số 313C. Từ hầm khổ sai, Sơn Vương gởi mật thư cho Vệ Liễn đề nghị cha vợ xin vào đất liền làm việc để Lệ Hoa có cơ hội kiếm tấm chồng khác, lo cho tương lai. Vệ Liễn đã nghe lời Sơn Vương đưa vợ con về Sài Gòn. Trước khi rời đảo, Lệ Hoa còn gởi cho Sơn Vương một số tiền và nhu yếu phẩm.
Ngày 8/8/1953, Sơn Vương giết Nguyễn Thành Út, kẻ đã vu oan giá họa cho ông trong vụ "kho báu". Dù chứng kiến tận mắt mọi diễn biến nhưng tất cả các nhân chứng đều khai ông chỉ đánh Út Mã Tà 1 gậy vì "phòng vệ" sau khi bị tấn công.
Ngày 22/6/1954, Sơn Vương bị giải về Tòa đại hình ở Sài Gòn đối mặt với án tử hình. Sự nổi tiếng của Sơn Vương đã khiến luật sư Lâm Quang Trọng nhận biện hộ không thù lao cho ông. Thẩm phán bác lời chứng rằng Sơn Vương chỉ phòng vệ bằng một gậy. Họ diễn giải, chỉ một gậy thì đầu Út Mã Tà không thể nát nhừ như biên bản tử thi. Vì lập luận đó, tòa sẽ định tội sát nhân. Luật sư Trọng phản biện rằng, nếu thật sự muốn giết Út thì Sơn Vương phải dùng chiếc búa đẽo giắt sau lưng đánh trả chứ không dùng gậy. Với tình tiết "dùng khí giới của kẻ tấn công phản đòn, chấp nhận phòng vệ chính đáng dẫn tới ngộ sát", Sơn Vương thoát án tử nhưng nhận án "chung thân khổ sai biệt xứ miễn ân xá". Thời ấy án chung thân tương đương 32 năm tù. Tổng cộng, Sơn Vương nhận án 4 lần, gồm 1 án 5 năm, 1 án 10 năm và 2 án chung thân khổ sai. Tính tổng cộng, ông chịu án đến 79 năm tù. Theo cách tính đó thì ông sẽ được ra tù vào năm 107 tuổi.
Đây là những chuỗi ngày dài lê thê gần như vô tận, khiến Sơn Vương:
Trông về cố quận phương trời thẳm
(mà) Cười lệ khôn ngăn; khóc nghẹn lời"
(Sơn Vương, Máu hòa nước mắt)
Đến năm 1968, Ủy ban cải thiện chế độ lao tù lên án chế độ lao tù, chính quyền Nguyễn Văn Thiệu mới hủy bản án 79 năm của ông chỉ còn lại 35 năm tù giam.
Ngày 18/11/1968, Sơn Vương được phóng thích, sau 34 năm ngồi tù, lúc này ông đã 59 tuổi. Chính quyền Việt Nam Cộng Hòa đã điều một chiếc trực thăng quân đội ra tận Côn Sơn đón ông về Sài Gòn rồi thông báo cho ký giả trong lẫn ngoài nước đến chứng kiến. Họ đã tận dụng ông để quảng cáo chính sách nhân đạo nhằm mua chuộc lòng dân.

## Cuối đời[7]
Trở lại đời thường, ông về Sài Gòn, bà Lệ Hoa đã thành thân với người khác nhưng cũng giúp cho ông một chút vốn để thuê nhà ở một con hẻm trên đường Nguyễn Cư Trinh, quận 1,
Sơn Vương cho đăng thiên phóng sự "Sơn Vương - Người tù thế kỷ" trên một số báo, gây xôn xao dư luận một thời gian. Vào những năm sau 1970, tên tuổi ông chìm dần giữa mớ hỗn độn chính trị Sài Gòn. Người ta phải đối mặt hằng ngày với tin chiến sự, tin đấu đá nhau giữa các phe nhóm nên ông bị quên lãng.
Năm 1978, ông bén duyên với một người phụ nữ trẻ trung, xinh đẹp, quê gốc ở Trà Vinh. Cả hai mưu sinh bằng nghề bốc thuốc Nam gia truyền.
Năm 1980, trước khi về lại cố hương Gò Công, ông đã ký tặng chính quyền cách mạng một tập bản thảo đánh máy dày khoảng 600 trang. Tập hồi ký (bản rút gọn) này hiện đặt tại Bảo tàng Côn Đảo.
Ngày 27/8/1987 (tức ngày 4/7/1987 âm lịch), ông mất tại quê nhà thọ 79 tuổi. Đám tang diễn ra lặng lẽ với con cháu trong gia đình. Theo gia tục truyền từ nhiều đời trước, sau 3 năm, ông Sáu Xiêm (tức Trương Văn Thanh - cháu nội đích tôn của ông Trương Văn Kỉnh) bốc cốt, hỏa táng rồi đưa vào tháp mộ chung với tổ tiên, họ tộc trong vườn nhà. Cũng theo gia tục, con cái chỉ làm đám giỗ đơn sơ cho cha mẹ. Hàng ông bà chỉ cúng hoa quả vào ngày giỗ kị.

## Tác phẩm
Gia tài sáng tác của ông khá đồ sộ với khoảng hơn 30 tác phẩm trong đó có nhiều trường thiên tiểu thuyết.
Xuất bản năm 1930: 
- Bạc trắng lòng đen
- Lỗi hẹn quên thề
- Ngọc lầm với đá
- May nhờ rủi chịu
- Làm ơn mắc oán
- Kẻ thù dân tộc
- Thà được làm chó hơn được làm người
- Làm nhơn được vợ
- Phản bạn vì tình
- Chén cơm lạt của người thất nghiệp
- Sâu bọ nổi lên làm người

Xuất bản năm 1931:
- Ai bạc tình
- Ép dầu ép mỡ
- Lỗi về tôi
- Lạy Phật cầu duyên
- Lỗ một lầm hai
- Nợ duyên gì
- Ai kén chồng
- Ăn năn đã muộn
- Anh bạc tình

Thiên phóng sự:
- Sơn Vương - Người tù thế kỷ

Hồi ký:
- Máu hòa nước mắt I (tóm lược các việc xảy ra ở Côn Đảo ngày 12-12-1945 đến ngày 18-4-1946)
- Máu hòa nước mắt II (khảo về địa lý, sự tích, thắng cảnh của "địa ngục trần gian".)

Nhà văn Bằng Giang (1922-2000) nhận định: "Ở Pháp, Henri Charrière, bị tù oan trong 11 năm (1922-2000) kể chuyện tù và những lần vượt ngục trong quyển Papillon (1970) ăn khách một thời ở Pháp cũng như ở Sài Gòn trước đây có lẽ vì chuyện kể hấp dẫn. Về mặt này cuốn hồi ký Máu hòa nước mắt cũng có thừa, nhưng nó còn ghi lại một số hình ảnh rõ nét vài vụ việc cụ thể có giá trị lịch sử".